# Округ Мохаве (Аризона)
Округ Мохаве (енгл. Mohave County) је округ у америчкој савезној држави Аризона. По попису из 2010. године број становника је 200.186. Седиште округа је град Кингман.

## Демографија
Према попису становништва из 2010. у округу је живело 200.186 становника, што је 45.154 (29,1%) становника више него 2000. године.
| Група             | 2000.           | 2010.           |
| Белци             | 130.283 (84,0%) | 159.378 (79,6%) |
| Афроамериканци    | 833 (0,5%)      | 1.882 (0,9%)    |
| Азијати           | 1.186 (0,8%)    | 2.103 (1,1%)    |
| Хиспаноамериканци | 17.182 (11,1%)  | 29.569 (14,8%)  |
| Укупно            | 155.032         | 200.186         |